# Perisyntrocha ossealis
Perisyntrocha ossealis là một loài bướm đêm trong họ Crambidae.